# Рупамати
Рупамати (санскр. Rûpamati от rûpa — красота и mati — мысль, изречение, песня) — индийская поэтесса XVI века.
Сначала была танцовщицей. В 1560 году Акбар I Великий послал войско, чтобы вернуть мятежную Мальву, которое нанесло первое значительное поражение дружине Баз Бахадура. Окончательный разгром войска Баз Бахадура состоялся в 1562 году. Баз Бахадур, оставленный своим войском, бежал в Читтогарх.
Рупамати, узнав об этом, покончила с собой. Этот поступок выходил за рамки, принятые в раджпутском обществе, но со временем легенда об их любви была весьма сильно идеализирована.
От неё остались лирические песни на языке хинди, отличающиеся простотой формы и пылким чувством. Песни Рупамати до сих пор ещё поются на её родине.